# Aplysina cacos
Aplysina cacos är en svampdjursart som beskrevs av Lendenfeld 1888. Aplysina cacos ingår i släktet Aplysina och familjen Aplysinidae.
Artens utbredningsområde är havet kring Australien. Inga underarter finns listade i Catalogue of Life.